# Pamir

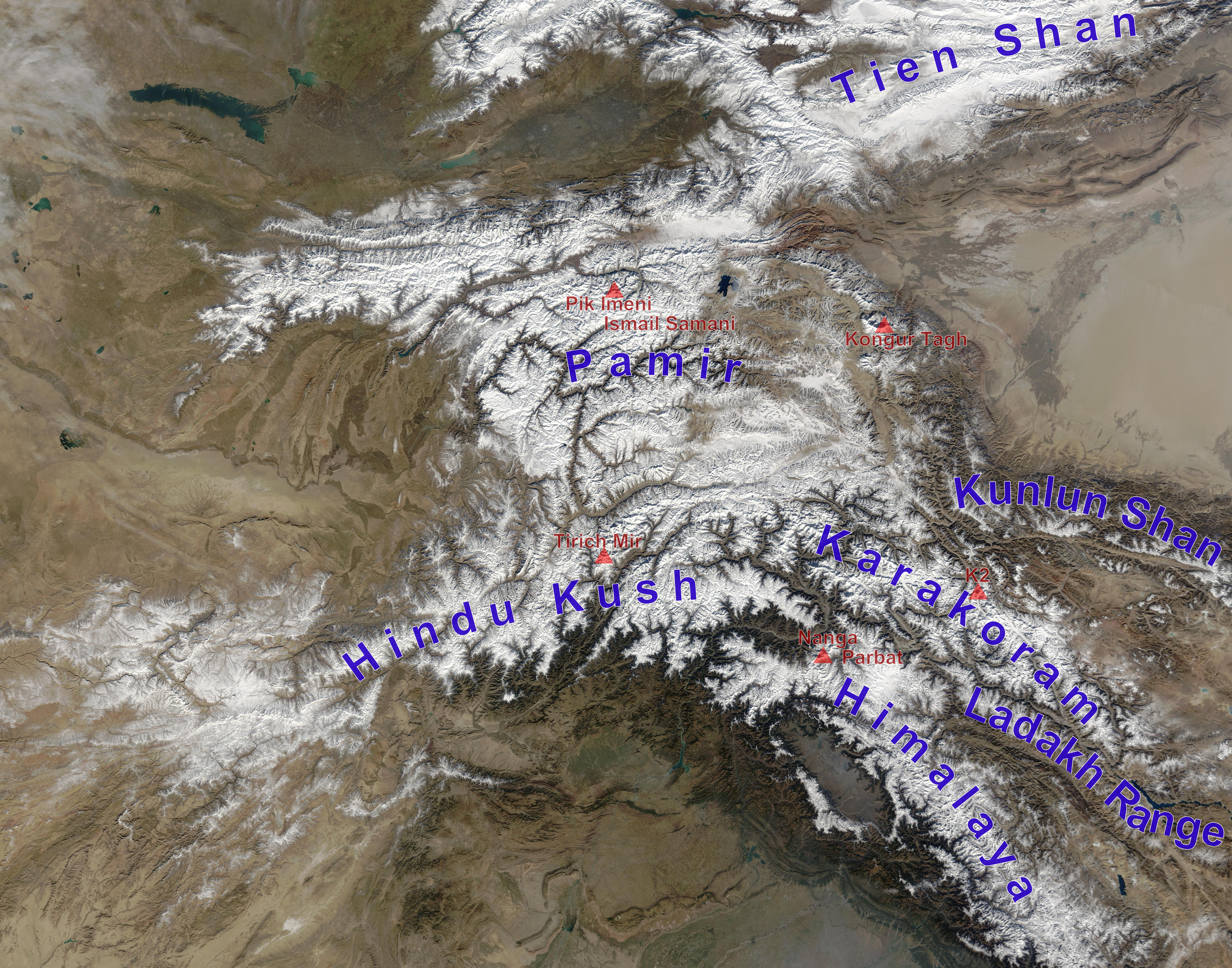
Położenie Pamiru

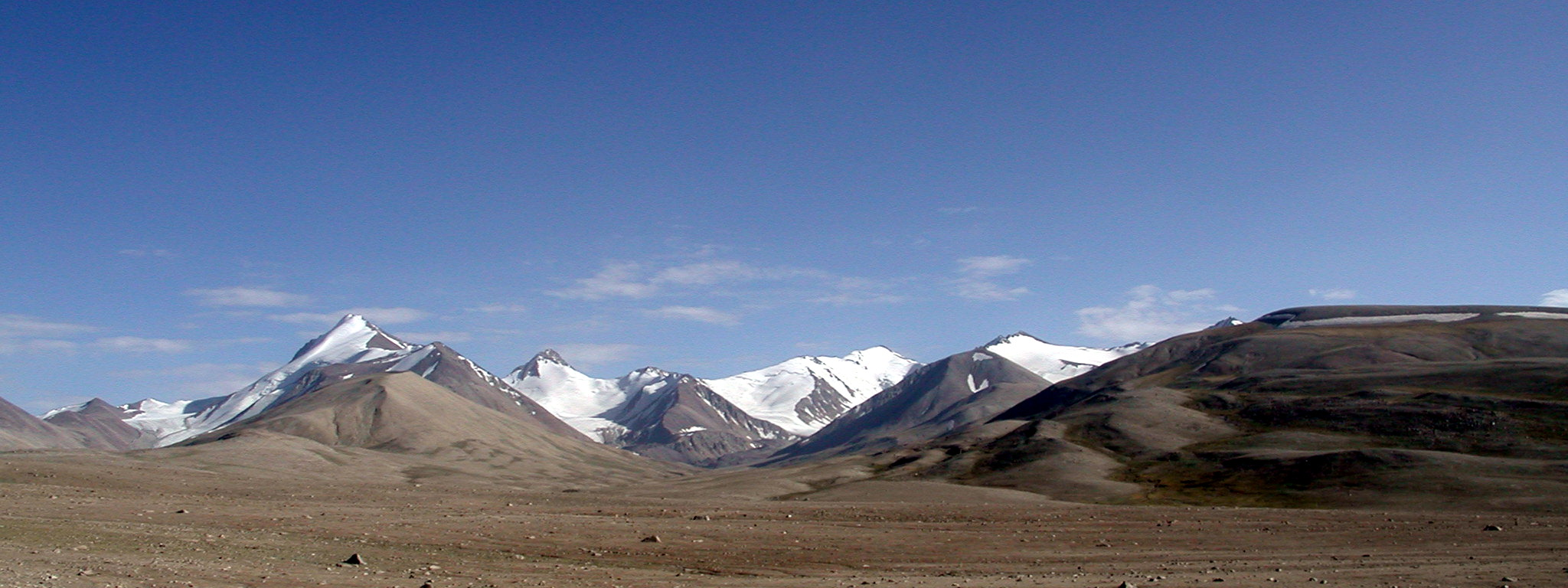
Panorama Pamiru

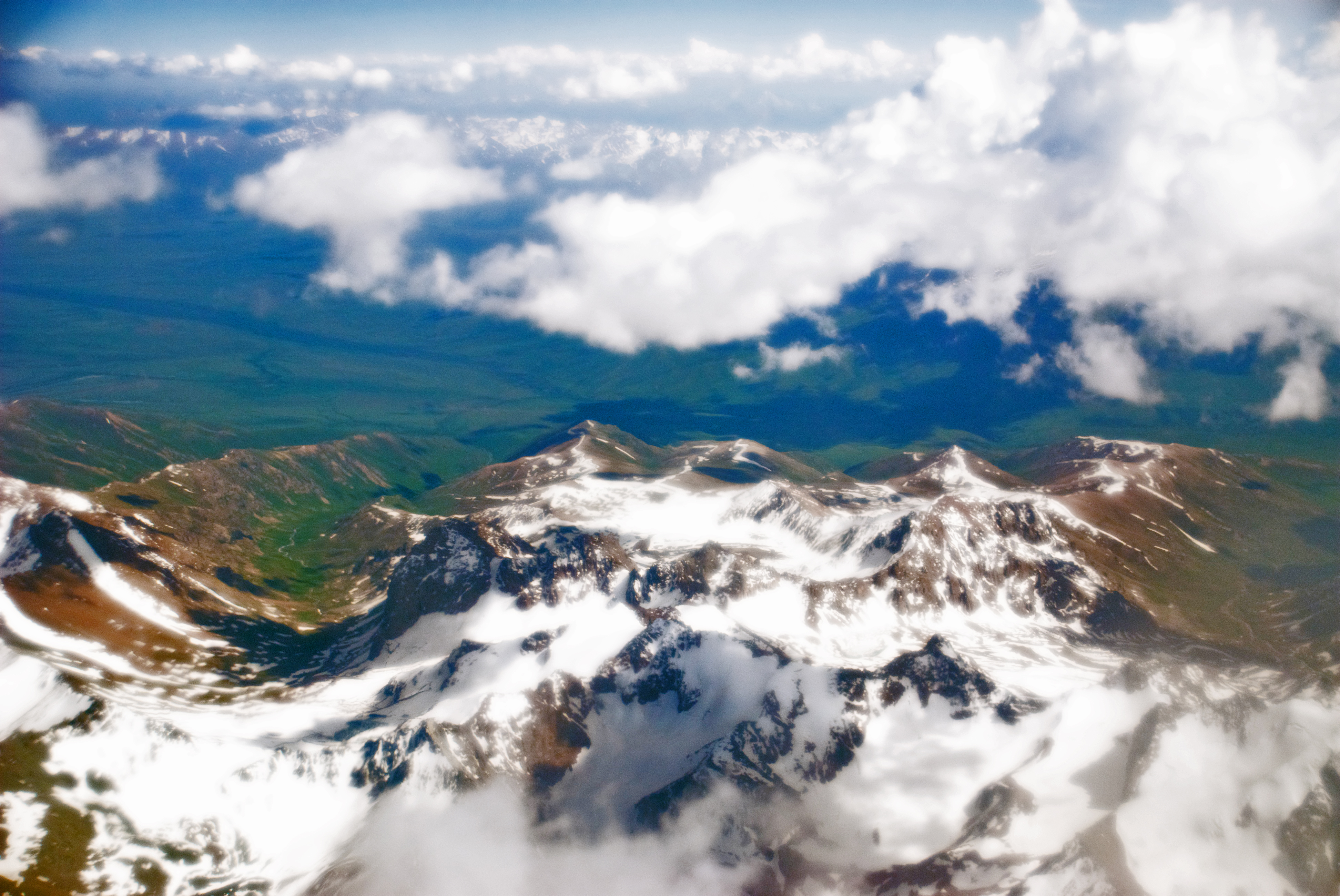
Lotnicze zdjęcie szczytów Pamiru

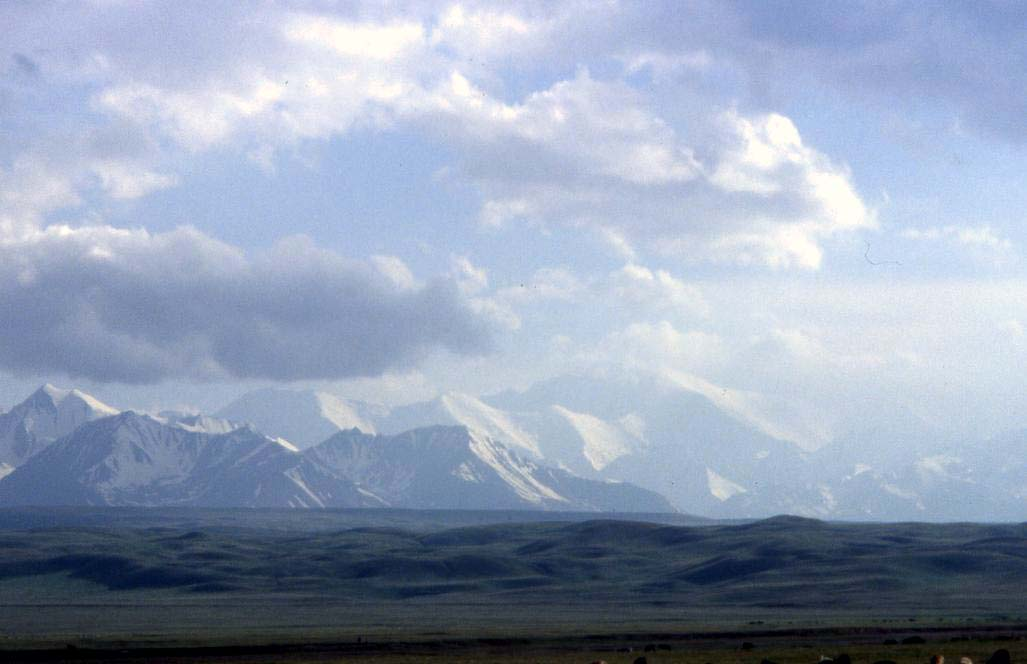
Pamir w rejonie Szczytu Lenina

Pamir (tadż.: Помир, Pomir; pers.: کوه های پامیر, Kōh-e Pāmīr; chiń. upr. 帕米尔高原; chiń. trad. 帕米爾高原; pinyin Pàmǐ’ěr Gāoyuán; ujg.: پامىر ئېگىزلىكى, Pamir ëgizliki) – łańcuch górski w Azji Centralnej; węzeł orograficzny, z którego rozchodzą się góry Hindukusz, Karakorum (a dalej Himalaje), Kunlun i góry systemu ałajskiego, łączącego się z Tienszanem. Przeważająca część Pamiru leży w Tadżykistanie (Górski Badachszan), skrajne części zaś w Chinach i Afganistanie. Region tworzy nieregularny czworobok (ok. 280 km z północy na południe i ok. 400 km z zachodu na wschód) ograniczony od północy Kotliną Ałajską, od wschodu Górami Kaszgarskimi, od południa grzbietem Hindukuszu, a od zachodu doliną rzeki Pandż. Najwyższym szczytem Pamiru jest położony w Tadżykistanie Szczyt Ismaila Samaniego, który osiąga wysokość 7495 m n.p.m. (w latach 1933–1962 nosił nazwę Pik Stalina, a w latach 1962–1998 Pik Komunizmu).

## Opis
Pamir jest dość zwartym obszarem o powierzchni około 100 tys. km² i o przeciętnej wysokości 4000 m n.p.m. W Pamirze znajdują się liczne lodowce górskie, na czele z największym – Lodowcem Fedczenki, który jest najdłuższym lodowcem na Ziemi poza strefami polarnymi. Inwentaryzacja, przeprowadzona przez badaczy radzieckich w czasie trwania Międzynarodowego Roku Geofizycznego (1957-58) wykazała, że na terenie Pamiru znajduje się 1179 lodowców o łącznej powierzchni 8041 km²

## Klimat
Wyższe rejony Pamiru pokryte są śniegiem przez cały rok. W niżej położonych rejonach oraz w dolinach panują długie, bardzo mroźne zimy i krótkie oraz chłodne lata. Roczna suma opadów wynosi ok. 130 mm, co jest przyczyną praktycznie braku lasów.

## Geologia
Pamir został wypiętrzony w orogenezie alpejskiej. Wyróżnia się cztery równoleżnikowo ułożone strefy zróżnicowane stratygraficznie i tektonicznie. W jądrach antyklinoriów występują prekambryjskie gnejsy i poprzerywane intruzjami paleozoiczne skały osadowe, w strefach niecek – mezozoiczne i kenozoiczne skały osadowe. Północne rejony Pamiru stanowią obszar aktywny sejsmicznie. Znajduje się tam także geologicznie młody krater uderzeniowy, który wypełnia jezioro Kara-kul, największe jezioro Pamiru.

## Podział
Pamir stanowi rodzaj płaskowyżu, z którego wypiętrzają się zwykle równoległe pasma górskie. Dzieli się na:
- Pamir Wschodni (Kaszgarski),
- Pamir Środkowy,
- Pamir Zachodni.

## Najwyższeszczyty
- Szczyt Ismaila Samaniego – 7495 m,
- Szczyt Lenina – 7134 m,
- Szczyt Korżeniewskiej – 7105 m,
- Szczyt Niepodległości – 6974 m,
- Szczyt Moskwa – 6785 m,
- Szczyt Karola Marxa – 6726 m,
- Szczyt 6624 – 6624 m,
- Szczyt Garmo – 6595 m,
- Szczyt Engelsa 6510 m,
- Koh-e-Pamir – 6320 m,
- Szczyt Oficerów Sowieckich – 6233 m,
- Szczyt Vudor – 6132 m,
- Szczyt Majakowskiego – 6095 m,
- Szczyt Patkhor – 6083 m,
- Koh-e-Maghrebi – 6040 m,
- Szczyt Arnaved – 5992 m,
- Szczyt Wojennej Floty Morskiej – 5842 m,
- Szczyt Skalisty – 5707 m,
- Szczyt Kysyldangi – 5704 m,

Ponadto do Pamiru zalicza się jeszcze inne szczyty. Nie jest to bez znaczenia, gdyż zaliczenie ich do Pamiru powoduje, że Szczyt Ismaila Samaniego nie byłby najwyższy. Szczyty te to:
- Kongur Tagh – 7719 m,
- Kongur Tiube – 7595 m,
- Muztagh Ata – 7545 m.

Wyżej wymienione szczyty leżą w Pamirze Wschodnim, w Chinach przeważnie zaliczane są do Kunlunu.